# 20 chansons d'or
20 Chansons D'Or è un album raccolta in francese del cantante italo-belga Salvatore Adamo pubblicato nel dicembre 2006 da EMI Music France.

## Tracce
1. Tombe La Neige
2. Le Barbu Sans Barbe
3. A Demain Sur La Lune
4. Je Rate Le Coche
5. Viens Ma Brune
6. J'Aime
7. Inch-Allah
8. Les Filles Du Bord De Mer
9. Accroche Une Larme Aux Nuages
10. Ton Nom
11. Vous Permettez Monsieur
12. A Vot'Bon Coeur
13. La Nuit
14. Mes Mains Sur Tes Hanches
15. C'ést Ma Vie
16. Le Neon
17. J'Avais Oublie Que Les Roses Sont Des Roses
18. Petit Bonhour
19. Quand Les Roses
20. Une Meche De Cheveux